# Parapiptadenia rigida
Espèce
Classification phylogénétique
Parapiptadenia rigida est une espèce de la famille des Fabaceae de la sous-famille des Mimosoideae. C'est un arbre natif d'Argentine, de Bolivie, du Brésil, du Paraguay et de l'Uruguay. Ce n'est pas une espèce en danger.
Parapiptadenia rigida croît à 20-30 mètres de hauteur. Son feuillage est vert foncé ; ses fleurs vert-jaune ont 5 à 9 cm de long. Il fleurit au printemps. On le trouve près des cours d'eau.

## Noms vernaculaires
Anchicho, anchico colorado, angico, angico-cedro, angico-do-banhado, angico-dos-montes, angico-verdadeiro, angico-vermelho, guarucaia et paric.